# 鄧渼
鄧渼（1569年—1628年），字遠游，號壺丘、環丘，江西建昌府新城縣人，明朝政治人物。

## 生平
萬曆二十二年（1594年）甲午科江西鄉試第六十四名舉人，二十六年（1598年）中式戊戌科會試第一百八十九名，三甲第六十六名進士。工部觀政，授浦江縣知縣，二十七年（1599年）調秀水縣知縣，三十二年（1604年）調內黃縣知縣，三十六年（1608年）升河南道監察御史，巡按雲南，四十三年（1615年）升山東按察司副使，四十七年（1619年）二月調浙江按察司副使，天啟元年（1621年）升浙江布政使司右參政，二年（1622年）調山西布政使司右參政、兵備霸州，同年五月升山西按察使、兵備昌平，三年（1623年）改兵備通州，四年（1624年）任都察院右僉都御史、巡撫順天。薊昌肩背神京，於邊最稱劇，魏忠賢以其私人及司道某等囑鄧渼，訊論參降不少貸。連疏星變地震水災，皆峻切指斥。會御史林汝翥巡城，被閹家人拳擊，鄧渼代疏，有寧死金堦，不死奴婢等語，魏忠賢益怒，織入楊漣、左光斗十五人中，逮訊遠戍貴州。崇禎元年（1628年）召還，已卒，享年六十歲。著有《薊門奏疏》、《南中奏牘》、《留荑館集》、《南中集》行於世。

## 家族
曾祖鄧光富；祖父鄧約；父鄧鍭。兄鄧澄。